# Angiomatose
 Mise en garde médicale
L'angiomatose est une maladie qui se caractérise par l'apparition d'un nombre important d'angiomes, c'est-à-dire de malformations des vaisseaux sanguins et des vaisseaux lymphatiques. Ces malformations sont multiples et sont présentes à la surface de la peau ou dans la profondeur des organes. Quelquefois, elles sont associées à d'autres malformations.
Leur origine est généralement congénitales, et, plus tard dans la vie, parfois infectieuse (ex. : angiomatose bacillaire pouvant être induite par une bartonellose à Bartonella henselae).

## Syndromes
La présence d'hémangiomes multiples caractérise divers syndromes, parmi lesquels il faut citer :
- l'angiomatose héréditaire hémorragique, ou maladie de Rendu-Osler, qui est systémique (hémangiomes multiples cutanéomuqueux localisés sur la peau, les muqueuses buccale, nasale… les viscères) ;
- l'angiomatose encéphalotrigéminée, ou maladie de Sturge-Weber (angiome plan de la face associé à un angiome pie-mérien voire à un angiome choroïdien) (métamérique)[1] ;
- la maladie de Von Hippel-Lindau qui associe une angiomatose rétinienne, un hémangioblastome du cervelet et des atteintes viscérales multiples (phéochromocytome, cancer du rein). Le gène a été localisé sur le bras court du chromosome 3 (3p25).